# Athamanta montana
Athamanta montana là một loài thực vật có hoa trong họ Hoa tán. Loài này được (Webb ex Christ) Spalik & Wojew. & S.R.Downie mô tả khoa học đầu tiên năm 2001.

## Hình ảnh

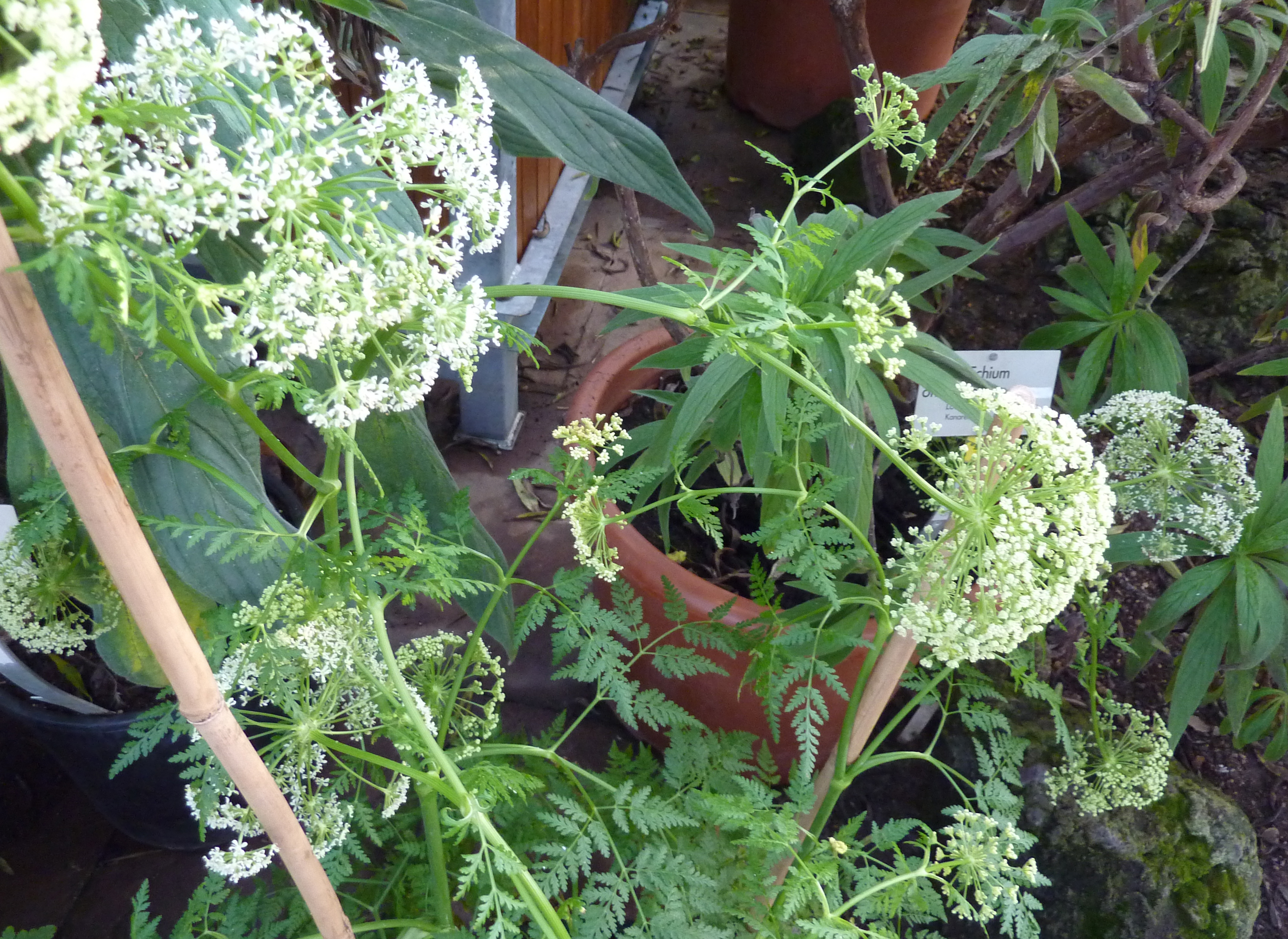